# Чемпионат СССР по лёгкой атлетике в помещении 1975
Чемпионат СССР по лёгкой атлетике в помещении 1975 года прошёл 18—19 февраля в Ленинграде на Зимнем стадионе. Турнир состоялся в пятый раз в истории и впервые за пределами Москвы. К соревнованиям на общих основаниях помимо советских спортсменов были допущены иностранные атлеты. На протяжении 2 дней были разыграны 24 комплекта медалей.
Впервые на зимнем чемпионате страны соревновались многоборцы, мужчины в пятиборье и женщины в троеборье. Метание веса также дебютировало в программе первенства, но в отличие от многоборья так и не смогло в нём закрепиться: Алексей Малюков остался единственным чемпионом СССР в этой дисциплине.
Двукратными победителями стали Борис Кузнецов, выигравший бег на 3000 и 5000 метров, и Татьяна Ворохобко, которая была лучшей на дистанции 60 метров и в троеборье.
Первое место в командном зачёте досталось хозяевам турнира — сборной Ленинграда (впервые в истории).

## Командное первенство
| Место | Команда        |
| ----- | -------------- |
| 1     | Ленинград      |
| 2     | Украинская ССР |
| 3     | Москва         |

## Медалисты

### Мужчины
| Дисциплина       | Золото                                 | Золото     | Серебро                                 | Серебро   | Бронза                                     | Бронза    |
| ---------------- | -------------------------------------- | ---------- | --------------------------------------- | --------- | ------------------------------------------ | --------- |
| 60 м             | Валерий Борзов Украинская ССР Киев     | 6,5        | Александр Аксинин Ленинград             | 6,6       | Юрий Силов Латвийская ССР Рига             | 6,6       |
| 400 м            | Владимир Носенко Белорусская ССР Минск | 48,3       | Рейн Тыру Эстонская ССР Тарту           | 48,5      | Геннадий Иванов Узбекская ССР Ташкент      | 48,7      |
| 800 м            | Виктор Солонецкий РСФСР Красноярск     | 1.51,4     | Евгений Волков Украинская ССР Киев      | 1.51,9    | Ивар Блуманскис Латвийская ССР Рига        | 1.52,0    |
| 1500 м           | Пётр Анисим Украинская ССР Львов       | 3.43,9     | Геннадий Львов РСФСР Свердловск         | 3.49,7    | Виктор Семяшкин Ленинград                  | 3.50,1    |
| 3000 м           | Борис Кузнецов РСФСР Свердловск        | 8.03,0     | Иван Парлуй РСФСР Смоленск              | 8.03,8    | Минивасик Абдуллин РСФСР Уфа               | 8.12,6    |
| 5000 м           | Борис Кузнецов РСФСР Свердловск        | 13.50,2    | Иван Парлуй РСФСР Смоленск              | 13.50,6   | Минивасик Абдуллин РСФСР Уфа               | 13.51,2   |
| 60 м с барьерами | Виктор Мясников Белорусская ССР Минск  | 7,7        | Валентин Балахничёв Москва              | 7,8       | Анатолий Мошиашвили Грузинская ССР Тбилиси | 7,8       |
| Прыжок в высоту  | Владимир Киба Украинская ССР Киев      | 2,18 м     | Владимир Абрамов Москва                 | 2,18 м    | Виктор Кащеев Ленинград                    | 2,15 м    |
| Прыжок с шестом  | Владимир Трофименко Ленинград          | 5,30 м     | Янис Лаурис Латвийская ССР Рига         | 5,20 м    | Валерий Бойко Белорусская ССР Минск        | 5,20 м    |
| Прыжок в длину   | Алексей Переверзев Москва              | 8,00 м     | Валерий Подлужный Украинская ССР Донецк | 7,89 м    | Валерий Коломиец Белорусская ССР Минск     | 7,68 м    |
| Тройной прыжок   | Анатолий Пискулин Ленинград            | 16,67 м    | Сергей Сидоренко Ленинград              | 16,51 м   | Геннадий Бессонов Москва                   | 16,47 м   |
| Толкание ядра    | Александр Барышников Ленинград         | 20,16 м    | Петер Хлавачке ГДР                      | 19,67 м   | Валерий Войкин Ленинград                   | 19,42 м   |
| Метание веса     | Алексей Малюков Москва                 | 22,58 м    | Алексей Спиридонов Ленинград            | 22,58 м   | Валерий Валентюк Украинская ССР Харьков    | 22,42 м   |
| Пятиборье        | Рудольф Зигерт Ленинград               | 4118 очков | Евгений Киселёв РСФСР Ангарск           | 3944 очка | Виктор Грузенкин РСФСР Красноярск          | 3893 очка |

### Женщины
| Дисциплина       | Золото                                       | Золото    | Серебро                                      | Серебро    | Бронза                                   | Бронза     |
| ---------------- | -------------------------------------------- | --------- | -------------------------------------------- | ---------- | ---------------------------------------- | ---------- |
| 60 м             | Татьяна Ворохобко Ленинград                  | 7,3       | Людмила Маслакова Москва                     | 7,3        | Светлана Белова РСФСР Брянск             | 7,3        |
| 400 м            | Инта Климовича Латвийская ССР Рига           | 54,1      | Людмила Аксёнова Украинская ССР Киев         | 54,2       | Надежда Ильина Москва                    | 55,0       |
| 800 м            | Сармите Штула Латвийская ССР Рига            | 2.06,7    | Валентина Герасимова Казахская ССР Караганда | 2.07,0     | Татьяна Казанкина Ленинград              | 2.08,1     |
| 1500 м           | Валентина Герасимова Казахская ССР Караганда | 4.20,3    | Алла Тесленко Таджикская ССР Душанбе         | 4.21,5     | Наталья Шипилова РСФСР Свердловск        | 4.25,6     |
| 3000 м           | Татьяна Галстян РСФСР Новосибирск            | 9.23,4    | Галина Головинская Ленинград                 | 9.23,6     | Людмила Корчагина Ленинград              | 9.27,6     |
| 60 м с барьерами | Аннероз Фидлер ГДР                           | 8,1       | Татьяна Анисимова Ленинград                  | 8,2        | Нина Моргулина РСФСР Кропоткин           | 8,3        |
| Прыжок в высоту  | Галина Филатова Москва                       | 1,81 м    | Татьяна Шляхто Белорусская ССР Витебск       | 1,78 м     | Надежда Осколок Украинская ССР Киев      | 1,78 м     |
| Прыжок в длину   | Лидия Алфеева Москва                         | 6,35 м    | Татьяна Потапова РСФСР Калуга                | 6,31 м     | Татьяна Тимохова Москва                  | 6,25 м     |
| Толкание ядра    | Марианне Адам ГДР                            | 19,71 м   | Тамара Буфетова Москва                       | 18,74 м    | Светлана Крачевская Москва               | 18,65 м    |
| Троеборье        | Татьяна Ворохобко Ленинград                  | 2732 очка | Людмила Поповская Ленинград                  | 2712 очков | Ниёле Кветкаускайте Литовская ССР Шяуляй | 2613 очков |